# SpVgg Greuther Fürth
SpVgg Greuther Fürth este un club de fotbal din Fürth, Bavaria, Germania. Cea mai de succes epocă pentru Greuther Fürth a venit în era pre-Bundesliga în anii 1910 și 1920, când clubul a câștigat trei campionate germane în 1914, 1926 și, respectiv, 1929 și a terminat pe locul al doilea în 1920. În sezonul 2012-2013, clubul a jucat în Bundesliga pentru prima dată, după ce a promovat din 2. Bundesliga; a retrogradat înapoi în 2. Bundesliga la sfârșitul sezonului. Pe 23 mai 2021, au promovat înapoi în Bundesliga pentru a doua oară.

## Lotul de jucători 2021-2022
| Nr. |               | Poziție | Jucător                                       |
| --- | ------------- | ------- | --------------------------------------------- |
| 1   | Germania      | P       | Marius Funk                                   |
| 2   | Germania      | F       | Simon Asta                                    |
| 4   | Germania      | F       | Maximilian Bauer                              |
| 5   | Țările de Jos | F       | Justin Hoogma (împrumutat de la Hoffenheim)   |
| 6   | Germania      | M       | Adrian Fein (împrumutat de la Bayern München) |
| 7   | Germania      | A       | Robin Kehr                                    |
| 8   | Germania      | M       | Nils Seufert                                  |
| 9   | Danemarca     | A       | Emil Berggreen                                |
| 10  | Suedia        | A       | Branimir Hrgota (căpitan)                     |
| 11  | Nigeria       | A       | Dickson Abiama                                |
| 13  | Germania      | M       | Max Christiansen                              |
| 14  | Ghana         | M       | Hans Nunoo Sarpei                             |
| 15  | Țările de Jos | F       | Jetro Willems                                 |
| 16  | Norvegia      | A       | Håvard Nielsen                                |

| Nr. |                            | Poziție | Jucător                                      |
| --- | -------------------------- | ------- | -------------------------------------------- |
| 17  | Germania                   | A       | Jessic Ngankam (împrumutat de la Hertha BSC) |
| 18  | Germania                   | F       | Marco Meyerhöfer                             |
| 21  | Statele Unite ale Americii | M       | Timothy Tillman                              |
| 23  | Germania                   | F       | Gideon Jung                                  |
| 25  | Germania                   | P       | Leon Schaffran                               |
| 27  | Germania                   | F       | Luca Itter (împrumutat de la SC Freiburg)    |
| 28  | Tunisia                    | M       | Jeremy Dudziak                               |
| 30  | Germania                   | P       | Sascha Burchert                              |
| 32  | Franța                     | F       | Abdourahmane Barry                           |
| 33  | Germania                   | M       | Paul Seguin                                  |
| 37  | Statele Unite ale Americii | M       | Julian Green                                 |
| 39  | Germania                   | M       | Mert-Yusuf Torlak                            |
| 40  | Germania                   | A       | Jamie Leweling                               |
| 41  | Germania                   | P       | Lasse Schulz                                 |

### Lotul de jucători SpVgg Greuther Fürth II
Manager:  Damian Kaim
| Nr. |          | Poziție | Jucător                |
| --- | -------- | ------- | ---------------------- |
|     | Germania | P       | Christoph Wächter      |
|     | Germania | P       | Jens Grahl             |
|     | Germania | P       | Matthias Gumbrecht     |
|     | Germania | F       | Fabian Baumgärtel      |
|     | Germania | F       | Stefan Scharf          |
|     | Germania | F       | Tobias Grabl           |
|     | Germania | F       | Eugen Müller           |
|     | Germania | F       | Sebastian Fiedler      |
|     | Germania | F       | Stefan Wiechers        |
|     | Germania | M       | Alexander Schreckinger |
|     | Germania | M       | Ronny Philp            |

| Nr. |          | Poziție | Jucător               |
| --- | -------- | ------- | --------------------- |
|     | Germania | M       | Florian Bauer         |
|     | Germania | M       | Edgar Prib            |
|     | Germania | M       | Stefan Kleineheismann |
|     | Slovacia | M       | Miloš Šupak           |
|     | Germania | M       | Christoph Herl        |
|     | Germania | A       | Florian Pickel        |
|     | Germania | A       | Jim-Patrick Müller    |
|     | Germania | A       | Romas Dressler        |
|     | Germania | A       | Michael Eckert        |
|     | Spania   | A       | Sercan Sararer        |

### Jucători faimoși
- Jörg Albertz
- Herbert Erhardt
- Julius Hirsch
- Karl Mai

## Rivali
1. FC Nürnberg este de departe cel mai mare rival al SpVgg, revenind la primele zile ale fotbalului german când, uneori, aceste două cluburi dominau campionatul național. Meciurile dintre cele două echipe numite și „Frankenderby”. Ambele cluburi au concurat din nou unul împotriva celuilalt în sezonul 2012–2013 Bundesliga și în sezonul 2014–2015 din 2. Bundesliga.